# Осман, Дэн
Дэниэл (Дэн) Юджин Осман (англ. Daniel Eugene Osman; 11 февраля 1963 — 23 ноября 1998) — американский скалолаз и экстремал. Известен скоростными соло-восхождениями по сложнейшим маршрутам без страховки. Пионер роуп-джампинга.

## Биография
Дэн Осман родился 11 февраля 1963 года в США. Он вёл простой образ жизни, жил на озере Тахо в Калифорнии и работал плотником на неполный рабочий день, зарабатывая ровно столько, чтобы хватало на жизнь и на спорт. Стал знаменит при жизни, исполняя сложнейшие соло-восхождения на различных скалолазных маршрутах. Совершая восхождения, он нередко срывался, но его удерживала верёвка, тогда ему пришла мысль, что можно попробовать прыгнуть на ней со скалы. Так и появился роупджампинг. Его рекордом стал прыжок с высоты в 1000 футов (~ 300 метров). Снялся в нескольких фильмах «Masters of Stone», которые популяризовали соло-восхождения.
Дэн Осман погиб, совершая очередной прыжок, в 1998 году в результате обрыва верёвки в Национальном парке Йосемити. Экспертиза показала, что причиной неудачи была ошибка самого Османа: он не учёл, что при смене угла прыжка нагрузка на один из узлов верёвки сильно увеличивалась.
У Дэна осталась единственная дочь, Эмма Осман (англ. Emma Osman).